# Медейрус
Медейрус (порт. Medeiros) — муниципалитет в Бразилии, входит в штат Минас-Жерайс. Составная часть мезорегиона Запад штата Минас-Жерайс. Входит в экономико-статистический микрорегион Пиуми. Население составляет 3267 человек на 2006 год. Занимает площадь 939,118 км². Плотность населения — 3,5 чел./км².

## История
Город основан 30 декабря 1962 года. 

## Статистика
- Валовой внутренний продукт на 2003 год составляет 19 908 728,00 реалов (данные: Бразильский институт географии и статистики).
- Валовой внутренний продукт на душу населения на 2003 год составляет 6296,25 реалов (данные: Бразильский институт географии и статистики).
- Индекс развития человеческого потенциала на 2000 год составляет 0,792 (данные: Программа развития ООН).